# Stomphastis dodonaeae
Stomphastis dodonaeae là một loài bướm đêm thuộc họ Gracillariidae. Nó được tìm thấy ở Nam Phi và Madagascar.
Ấu trùng ăn Dodonaea madagascariensis và Dodonaea viscosa. Chúng ăn lá nơi chúng làm tổ.